# Destinazione matrimonio
Destinazione matrimonio è un film del 2018 diretto da Victor Levin con protagonisti Keanu Reeves e Winona Ryder.

## Trama
Frank e Lindsay si incontrano in aeroporto. Dopo una brevissima alchimia che sembra essersi creata, cominciano a litigare furiosamente. I rapporti tra i due sembrano chiudersi da subito, ma il destino ha qualcosa di diverso in serbo per loro. Si ritroveranno infatti a condividere lo stesso aereo diretti, entrambi, allo stesso matrimonio.
Lo sposo, infatti, non è altro che il fratello di lui e l'ex di lei.
L'incontro permetterà ad entrambi di discutere sull'idea dell'amore, dei rapporti umani e sulla vita in generale.